# Myotis aelleni
Myotis aelleni е вид бозайник от семейство Гладконоси прилепи (Vespertilionidae).

## Разпространение
Видът е разпространен в Аржентина.